# II Liceum Ogólnokształcące im. Mikołaja Kopernika w Mielcu
II Liceum Ogólnokształcące im. Mikołaja Kopernika w Mielcu – liceum ogólnokształcące w Mielcu utworzone w 1953 jako drugie w mieście po I Liceum Ogólnokształcącym im. Stanisława Konarskiego (utworzonym w 1905).

## Nazwy
- 1953–1961 (razem ze szkołą podstawową): 11-letnia Szkoła Ogólnokształcąca Stopnia Podstawowego i Licealnego Towarzystwa Przyjaciół Dzieci
- 1961–1972: Liceum Ogólnokształcące Nr 27
- od 1972: Liceum Ogólnokształcące Nr 27 im. Mikołaja Kopernika
- obecnie[kiedy?]: II Liceum Ogólnokształcące im. Mikołaja Kopernika

## Historia

### 1953–1961
Po drugiej wojnie światowej Mielec, za sprawą miejscowego WSK, zaczął się szybko rozwijać. Napływ ludności rozpoczynającej pracę w zakładach stymulował rozwój „Osiedla”, co zdeterminowało rozwój szkolnictwa na jego terenie. W latach 1949–1950 zbudowano gmach przy ulicy Biernackiego i umiejscowiono tam jedyną osiedlową szkołę podstawową. Komitet Rodzicielski (z przewodniczącym Stefanem Stokłosą) przy poparciu kierownika szkoły podstawowej Feliksa Starosielca doprowadził do utworzenia klasy ósmej. 1 września 1953 powstała klasa licząca 42 uczniów, która stała się zalążkiem nowego Liceum. Oficjalna nazwa szkoły brzmiała 11-letnia Szkoła Ogólnokształcąca Stopnia Podstawowego i Licealnego Towarzystwa Przyjaciół Dzieci, a jej dyrektorem został Feliks Starosielec (rok później zastąpił go Jan Armatys). Między 1954 a 1960 co roku tworzono dwa oddziały klas ósmych. W pierwszej dekadzie istnienia szkołę opuściło 205 absolwentów.
Popularność zyskiwały w tym czasie olimpiady przedmiotowe, w Liceum najbogatszą tradycję posiada Olimpiada Chemiczna, w której szczeblu centralnym już w pierwszym dziesięcioleciu wzięło udział 9 uczniów profesora Edwarda Spilarewicza.
- nauczane języki obce: rosyjski, łaciński, angielski (od 1961)
- kółka zainteresowań: chemiczne, matematyczne, fizyczne, biologiczne, artystyczne, strzeleckie, chór szkolny

### 1961–1974
Z powodu przepełnienia szkoły (1400 uczniów w 38 oddziałach) Kuratorium z dniem 1 września 1961 rozdzieliło szkołę podstawową i liceum. Wtedy powstało samodzielne Liceum Ogólnokształcące Nr 27 (potocznie nazywane Liceum na Osiedlu). Szkoła miała 14 nauczycieli i 361 uczniów w 10 oddziałach. Od tego momentu co roku powstawały 4 oddziały klas ósmych aż do czasu reformy oświaty w 1967, kiedy to do Liceum przyszła młodzież po ukończeniu ośmioklasowej szkoły podstawowej.
W listopadzie 1964, po przejściu Jana Armatysa na emeryturę, dyrektorem został Edward Żurek. Zaczęto przygotowywać się do reformy, m.in. poprzez zmianę izb lekcyjnych na pracownie przedmiotowe (wyposażając je także w pomoce naukowe) oraz uzupełnianie kwalifikacji przez nauczycieli. W tym okresie liczba nauczycieli wzrosła ponad dwukrotnie (z 14 w 1961 do 29 w 1973). 1 września 1972 funkcję dyrektora objął Władysław Gajowiec. W 1970 na podstawie zarządzenia Ministra Oświaty i Wychowania wprowadzono klasy profilowane i zajęcia fakultatywne, jednak już w 1969 w Liceum została utworzona eksperymentalna klasa z poszerzoną biologią i chemią.
11 czerwca 1972 szkole nadano imię Mikołaja Kopernika. Zostało to poprzedzone specjalnymi przygotowaniami: oddano nowoczesną pracownię chemiczną do użytku, wmurowano tablicę pamiątkową z popiersiem Mikołaja Kopernika, wprowadzono jednolite mundurki szkolne oraz odznakę i dyplom Wzorowy Uczeń. Szkoła otrzymała sztandar, na który do dziś uczniowie składają uroczyste ślubowanie.

### 1974–1988
W 1974 liceum przeniesiono do nowego, własnego budynku przy ulicy Żeromskiego. Wyposażono pracownie, zradiofonizowano budynek, zbudowano boisko sportowe, zagospodarowano okoliczną skarpę i przyłączono część lasku komunalnego.
Połowa lat 70. była okresem największego rozkwitu szkoły: do 21–22 oddziałów uczęszczało około 800 uczniów, lecz w połowie lat 80. liczba ta spadła do ok. 500 uczniów w 17 oddziałach.
Na 30-lecie liceum w 1983 oddano do użytku nowoczesne laboratorium językowe, zainstalowano telewizję przemysłową i urządzono harcówkę.
Coraz lepsze były wyniki osiągane na olimpiadach przedmiotowych, a także rosła ilość absolwentów przyjmowanych na studia. W latach 1974–1988 w olimpiadach szczebla okręgowego brało udział ok. 900 uczniów, z czego do etapu centralnego zakwalifikowało się 71 (w tym 22 laureatów i 6 wyróżnionych). W 1988 Jacek Nowakowski zdobył srebrny medal na Międzynarodowej Olimpiadzie Chemicznej w Helsinkach (był to pierwszy medal w historii szkoły).
W 1985 liceum zostało przyjęte do Zespołu Szkół Twórczych, a w 1986 do Klubu Przodujących Szkół.

### 1988–1997
1 września 1988 po odchodzącym na emeryturę Władysławie Gajowcu stanowisko dyrektora objął Zbigniew Dziekan. Dwa lata później na emeryturę odszedł wieloletni wicedyrektor Jan Szetela, a także wszyscy nauczyciele pamiętający pierwsze lata liceum. Zatrudniono 17 nowych nauczycieli, a kilkunastu podniosło swoje kwalifikacje. W roku 1991 wprowadzono naukę języka niemieckiego i z biegiem czasu ograniczono klasy z językiem rosyjskim.
W latach 1995–1997 dziesięciu nauczycieli uczestniczyło w warsztatach zorganizowanych przez Wojewódzką Komisję ds. Egzaminów Szkolnych, które zajmowały się przygotowaniem do nowej matury, egzaminów wstępnych i egzaminów sprawdzających.
Od połowy lat 80. próbowano wprowadzać komputery do szkoły, jednak nie było warunków do utworzenia odrębnej pracowni. W 1995 pracownia została rozbudowana dzięki komputerom otrzymanym od Ministra Edukacji Narodowej i od tego czasu jest systematycznie unowocześniana.

### od 1997
1 września 1997 posadę dyrektora objął wicedyrektor Janusz Kopecki.
Szkolny zespół zdobył dwa razy z rzędu pierwsze miejsce i jeden raz trzecie na Festiwalu Teatrów Obcojęzycznych. Ponadto uczniowie zdobywali najwyższe miejsca w kraju w różnych konkursach i olimpiadach.
W 2003 szkoła obchodziła 50-lecie istnienia. Z tej okazji zorganizowano uroczystości 21–23 lutego. Z okazji 50-lecia wydano monografię szkoły zawierającą jej historię, zdjęcia, spis osiągnięć oraz listę absolwentów.
Po odejściu dyrektora Janusza Kopeckiego, 1 września 2008 dyrektorem został nauczyciel matematyki i informatyki Zbigniew Rzeźnik.

## Patron
Patronem szkoły jest Mikołaj Kopernik. 11 czerwca 1972 szkole zostało nadane jego imię oraz sztandar.

## Dyrektorzy w historii szkoły
- 1953–1955 – Feliks Starosielec
- 1955–1964 – Jan Armatys
- 1964–1972 – Edward Żurek
- 1972–1988 – Władysław Gajowiec
- 1988–1997 – Zbigniew Dziekan
- 1997–2008 – Janusz Kopecki
- od 2008 – Zbigniew Rzeźnik

## Encyklopedyczni absolwenci
- 1968 – Jan Król (poseł, wicemarszałek sejmu III kadencji)
- 1972 – Stanisław Janas (poseł)
- 1977 – Marek Chamielec (piłkarz)
- 1979 – Hieronim Wrona (dziennikarz)
- 2006 – Tomasz Skirecki (lekarz anestezjolog, naukowiec)